# Super Handball League 2025/26
De Super Handball League 2025/26 is de twaalfde editie van de handbalcompetitie tussen Nederlandse en Belgische herenteams. Bij aanvang van het seizoen is de competitieopzet veranderd. Dit komt mede door de uitbreiding van de aantal deelnemers van de SHL. 

## Opzet
- De beste zes ploegen van België en de beste zes ploegen uit Nederland spelen een volledige competitie tegen elkaar.
- De vier ploegen die aan het einde van deze competitie bovenaan staan, strijden om de titel van de Super Handball League. Dit gebeurt in één weekend. Op de zaterdag de halve finales (nummer 1 van de competitie tegen nummer 4, en nummer 2 tegen nummer 3), en op de zondag de finale.
- Per land bepaalt zijn eigen promotie/degradatie regels voor de Super Handball League dit gebeurt via een nacompetitie.
  - In Nederland spelen de zes ploegen in competitievorm. De nummer laatst speelt een Best of Two tegen de winnaar van de nationale eredivisie om een plek in de Super Handball League. De beste twee spelen een best of three serie voor de landskampioenschap
  - In België spelen de laagste twee teams uit de Super Handball League een best-of-five serie voor handhaving/degradatie. De overige vier teams spelen voor de landstitel.

## Teams
| Club                              | Stad               | Provincie       | Trainer             | Hal                       |
| België                            | België             | België          | België              | België                    |
| --------------------------------- | ------------------ | --------------- | ------------------- | ------------------------- |
| Sezoens Achilles Bocholt          | Bocholt            | Limburg         | Luc Boiten          | De Damburg                |
| BESOX HBC Izegem                  | Izegem             | West-Vlaanderen | Christophe Néguedé  | De Krekel                 |
| Kreasa Houthalen                  | Houthalen          | Limburg         | Ruben Vanhoudt      | Lakerveld                 |
| KTSV Eupen                        | Eupen              | Luik            | Jean-Luc Grandjean  | Sporthalle Stockbergerweg |
| HUBO Handbal                      | Hasselt - Tongeren | Limburg         | Bram Dewit          | Alverberg Eburons Dôme    |
| Sporting Pelt                     | Pelt               | Limburg         | Korneel Douven      | Dommelhof                 |
| HC Visé BM                        | Wezet              | Luik            | Thomas Cauwenberghs | Hall Omnisports de Visé   |
| Nederland                         |                    |                 |                     |                           |
| Royal FloraHolland HV Aalsmeer    | Aalsmeer           | Noord-Holland   | Wai Wong            | De Bloemhof               |
| HUMBY BEVO HC                     | Panningen          | Limburg         | Bartosz Konitz      | De Heuf                   |
| L. van Raak Milieutechniek/Houten | Houten             | Utrecht         | Job Reumer          | The Dome                  |
| Bidfood/Hellas                    | Den Haag           | Zuid-Holland    | Richard Rijkens     | Hellashal                 |
| JD Techniek/Hurry-Up              | Zwartemeer         | Drenthe         | Sven Hemmes         | Techniekplein Emmen Arena |
| KRAS/Volendam                     | Volendam           | Noord-Holland   | Geert Hinskens      | Opperdam                  |
| B&B Healthcare/WHC-Hercules       | Den Haag           | Zuid-Holland    | Wesley Hage         | Loosduinen Boswijk        |

## Stand
| Pos | Club                              | Wed | W | G | V | Ptn | DV | DT | +/− | Opmerking                                  |
| --- | --------------------------------- | --- | - | - | - | --- | -- | -- | --- | ------------------------------------------ |
| 1   | Royal FloraHolland HV Aalsmeer    | 0   | 0 | 0 | 0 | 0   | 0  | 0  | 0   | Deelnamen aan Play-offs                    |
| 2   | HUMBY BEVO HC                     | 0   | 0 | 0 | 0 | 0   | 0  | 0  | 0   | Deelnamen aan Play-offs                    |
| 3   | Sezoens Achilles Bocholt          | 0   | 0 | 0 | 0 | 0   | 0  | 0  | 0   | Deelnamen aan Play-offs                    |
| 4   | KTSV Eupen                        | 0   | 0 | 0 | 0 | 0   | 0  | 0  | 0   | Deelnamen aan Play-offs                    |
| 5   | Bidfood/Hellas                    | 0   | 0 | 0 | 0 | 0   | 0  | 0  | 0   | Deelnamen aan Play-offs                    |
| 6   | L. van Raak Milieutechniek/Houten | 0   | 0 | 0 | 0 | 0   | 0  | 0  | 0   | Deelnamen aan Play-offs                    |
| 7   | HUBO Handbal                      | 0   | 0 | 0 | 0 | 0   | 0  | 0  | 0   | Deelnamen aan Play-offs                    |
| 8   | BESOX HBC Izegem                  | 0   | 0 | 0 | 0 | 0   | 0  | 0  | 0   | Deelnamen aan Play-offs                    |
| 9   | JD Techniek/Hurry-Up              | 0   | 0 | 0 | 0 | 0   | 0  | 0  | 0   | Veiliggesteld voor deelnemen aan SHL 26/27 |
| 10  | Kreasa Houthalen                  | 0   | 0 | 0 | 0 | 0   | 0  | 0  | 0   | Veiliggesteld voor deelnemen aan SHL 26/27 |
| 11  | Sporting Pelt                     | 0   | 0 | 0 | 0 | 0   | 0  | 0  | 0   | Deelnamen aan Play Down                    |
| 12  | HC Visé BM                        | 0   | 0 | 0 | 0 | 0   | 0  | 0  | 0   | Deelnamen aan Play Down                    |
| 13  | KRAS/Volendam                     | 0   | 0 | 0 | 0 | 0   | 0  | 0  | 0   | Deelnamen aan Play Down                    |
| 14  | B&B Healthcare/WHC-Hercules       | 0   | 0 | 0 | 0 | 0   | 0  | 0  | 0   | Deelnamen aan Play Down                    |

Bron: bnleague.com - ranking[dode link]

## Uitslagen
|                                   | AAL | BEV | BOC | EUP | HEL | HOU | HUB | IZE | HUR | KHO | PEL | VIS | VOL | W/H |
| --------------------------------- | --- | --- | --- | --- | --- | --- | --- | --- | --- | --- | --- | --- | --- | --- |
| Royal FloraHolland HV Aalsmeer    |     |     |     |     |     |     |     |     |     |     |     |     |     |     |
| HUMBY BEVO HC                     |     |     |     |     |     |     |     |     |     |     |     |     |     |     |
| Sezoens Achilles Bocholt          |     |     |     |     |     |     |     |     |     |     |     |     |     |     |
| KTSV Eupen                        |     |     |     |     |     |     |     |     |     |     |     |     |     |     |
| Bidfood/Hellas                    |     |     |     |     |     |     |     |     |     |     |     |     |     |     |
| L. van Raak Milieutechniek/Houten |     |     |     |     |     |     |     |     |     |     |     |     |     |     |
| HUBO Handbal                      |     |     |     |     |     |     |     |     |     |     |     |     |     |     |
| BESOX HBC Izegem                  |     |     |     |     |     |     |     |     |     |     |     |     |     |     |
| JD Techniek/Hurry-Up              |     |     |     |     |     |     |     |     |     |     |     |     |     |     |
| Kreasa Houthalen                  |     |     |     |     |     |     |     |     |     |     |     |     |     |     |
| Sporting Pelt                     |     |     |     |     |     |     |     |     |     |     |     |     |     |     |
| HC Visé BM                        |     |     |     |     |     |     |     |     |     |     |     |     |     |     |
| KRAS/Volendam                     |     |     |     |     |     |     |     |     |     |     |     |     |     |     |
| B&B Healthcare/WHC-Hercules       |     |     |     |     |     |     |     |     |     |     |     |     |     |     |

Bron: bnleague.com - ranking[dode link]